# منورا (نیایشگاه)

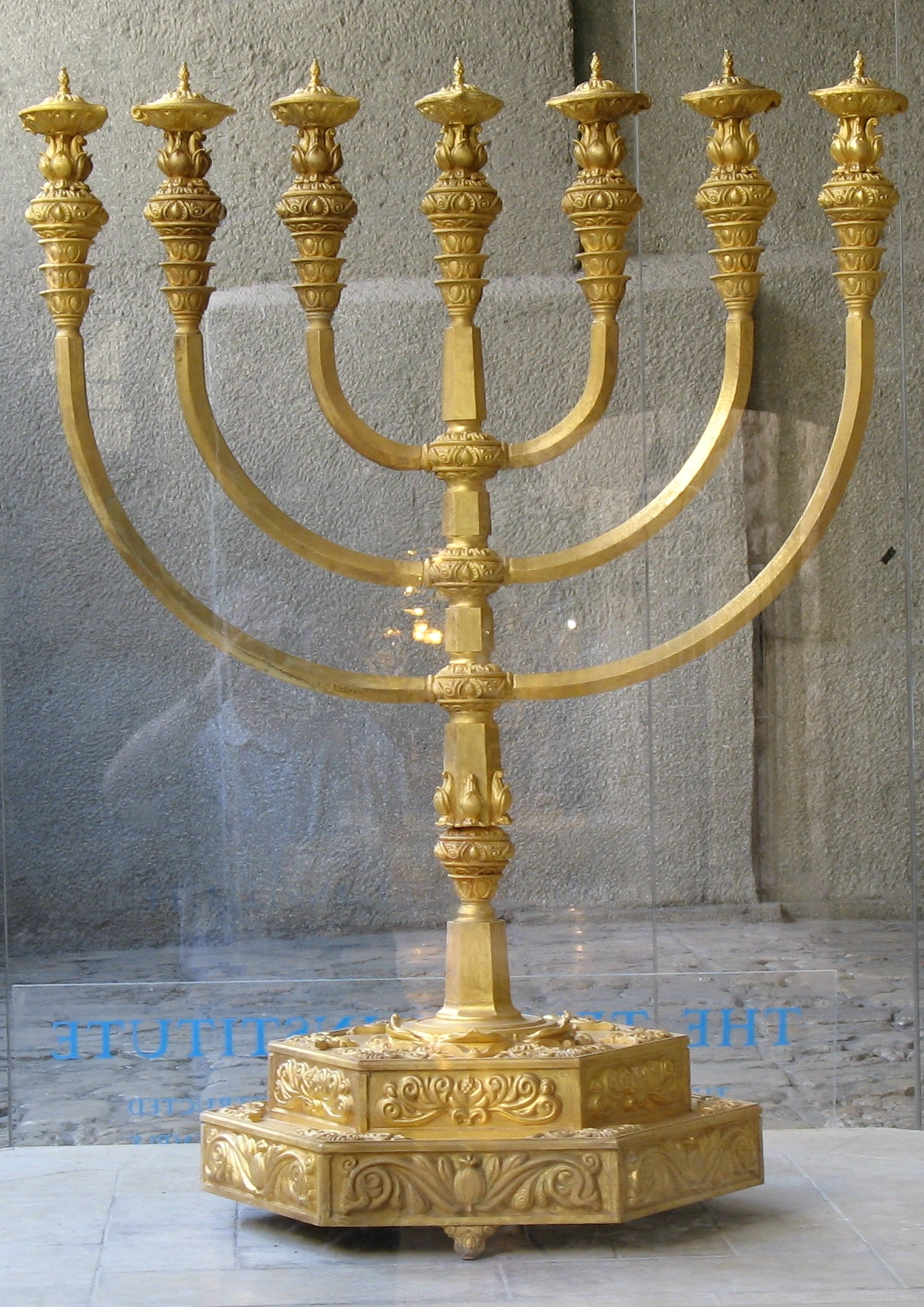
نمونه بازسازی شده از منورای واقع در معبد اصلی

مِنوره (در عبری מנורה) شمعدانی هفت‌شاخه است که بیش از سه هزار سال نماد اصلی آیین  یهودیت  بوده‌است.
البته گفتنی است که از سده هفدهم ستاره داوود ابتدا به عنوان نماد یهودیان پراگ و سپس در سده نوزدهم به عنوان نماد یهودیان غرب شهرت یافت.
در پرستشگاه مقدس اورشلیم، از این شمعدان استفاده می‌شد. این شمعدان در پرستشگاه‌های یهودی با روغن زیتون روشن می‌شد. برخی از مفسران یهودی، منوره را نماد بوته سوزانی دانسته‌اند که به روایت تورات موسی به واسطه آن با خدا سخن گفته است. گروهی دیگر نیز شاخه‌های منوره را نماد شش روزه هفته و شاخه وسط را نماد روز مقدس سبت دانسته‌اند. در سفر خروج، دستورها و احکامی که برای ساختن منوره وجود دارد؛ ذکر شده‌است:
و دیگر از زر خالص شمعدانی را بساز. این شمعدان از سبیک ساخته شود و ساقش و شاخه‌هایش و فنجان‌هایش و سیب‌هایش و شکوفه‌هایش از آن باشند. و شش شاخه از پهلوهایش برآید، سه شاخه شمعدان از یک پهلو و سه شاخه شمعدان از پهلوی دیگر. سه فنجان بادام‌آسا به یکی از شاخه‌ها با سیبی و شکوفه‌ای و سه فنجان بادام‌آسا به دیگری از شاخه‌ها با سیبی و شکوفه‌ای باشد؛ آن شش شاخه از شمعدان برآیند همچنین باشند. و در ساق شمعدان چهار فنجان بادام‌آسا با سیب‌ها و شکوفه‌ها باشند. و سیبی در زیر دو شاخه‌ای که از آن برمی‌آیند و سیبی در زیر دو شاخه‌ای که از آن برمی‌آیند برای آن شش شاخه‌ای که از ساق شمعدان برمی‌آیند باشد. سیب‌ها و شاخه‌های آن‌ها از ساقش برآیند تا همگی از یک سیبک زر خالص. و دیگر هفت چراغش را بساز و چراغ‌هایش را روشن کنند تا که روبه‌رویش روشنایی بدهند. و گل‌گیرها و ظروف آن از زر خالص باشد. آن با همه اسبابش از یک قنطار زر خالص ساخته گردد و ببین که آن‌ها را موافق نمونه‌ای بسازی که برایت در کوه نمودار شد.
(سفر خروج، ۲۵:۳۱-۴۰)

## نگارخانه

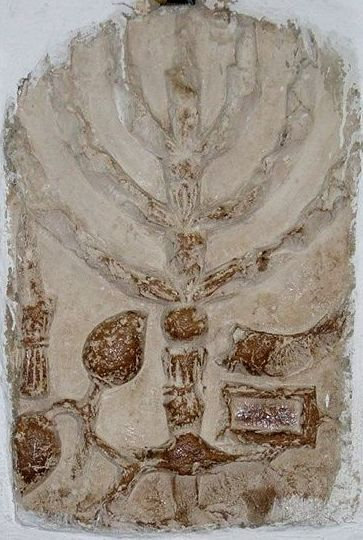
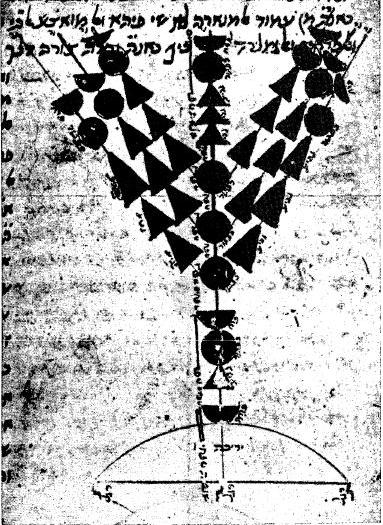
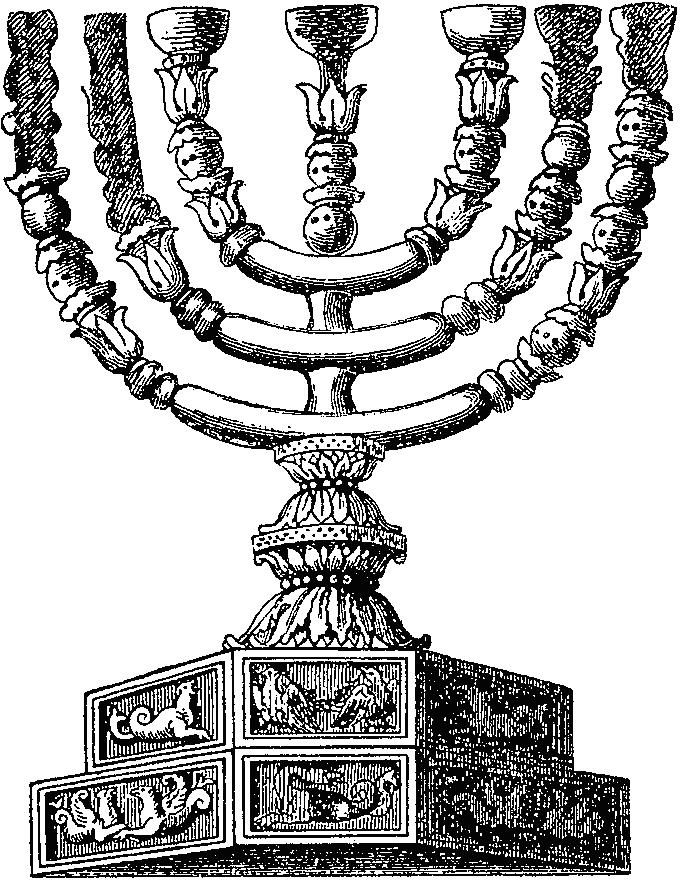
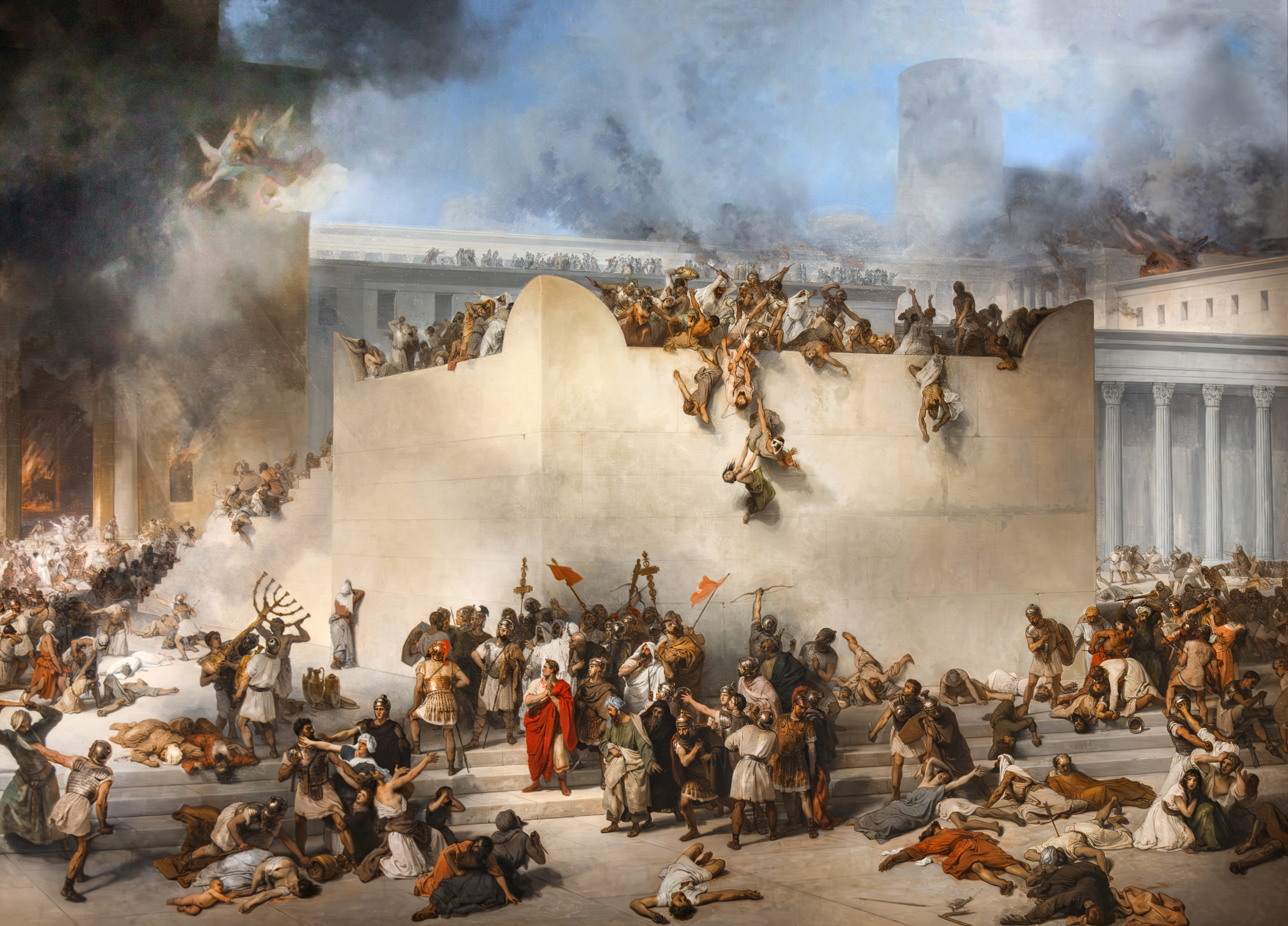
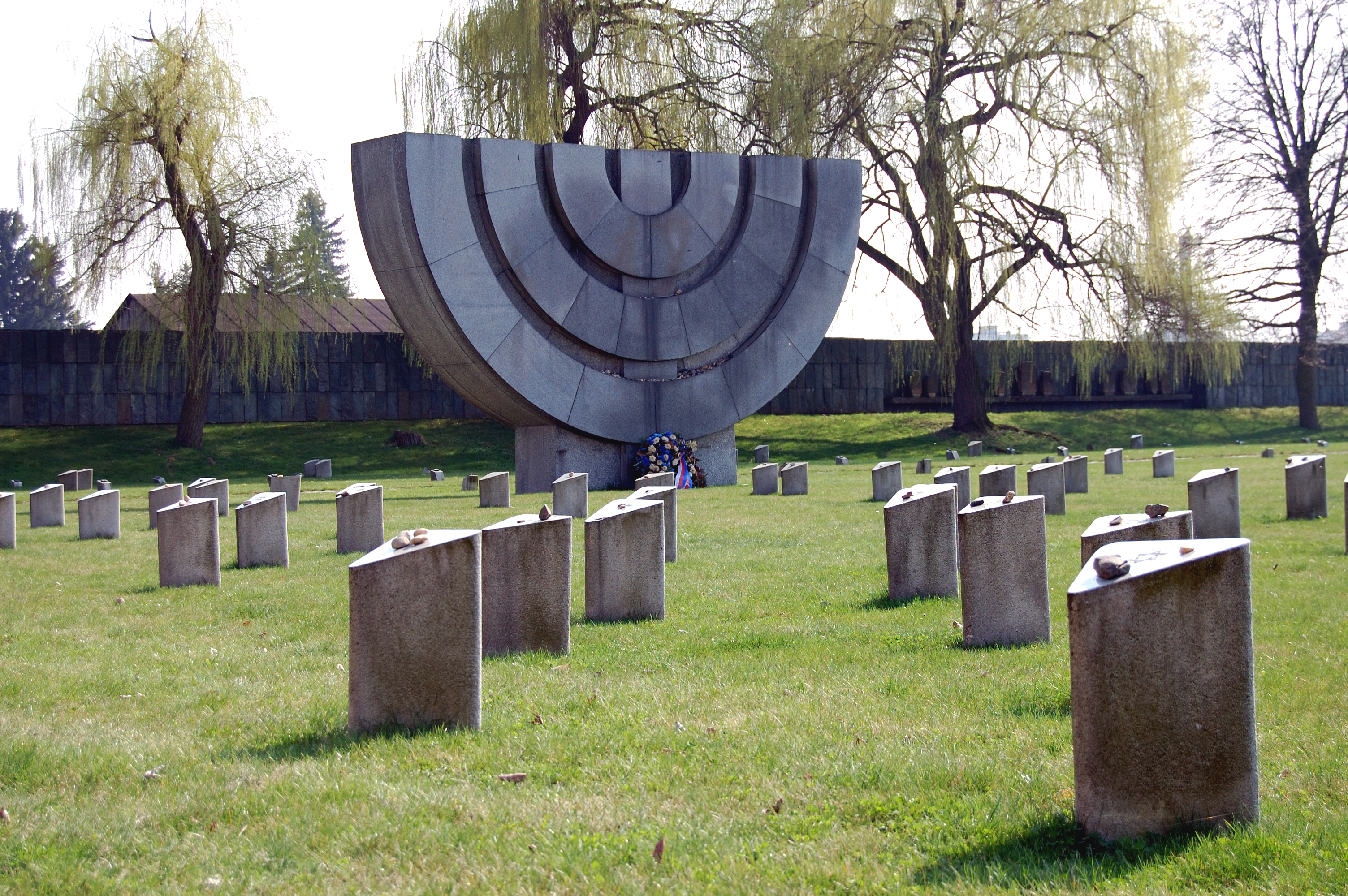
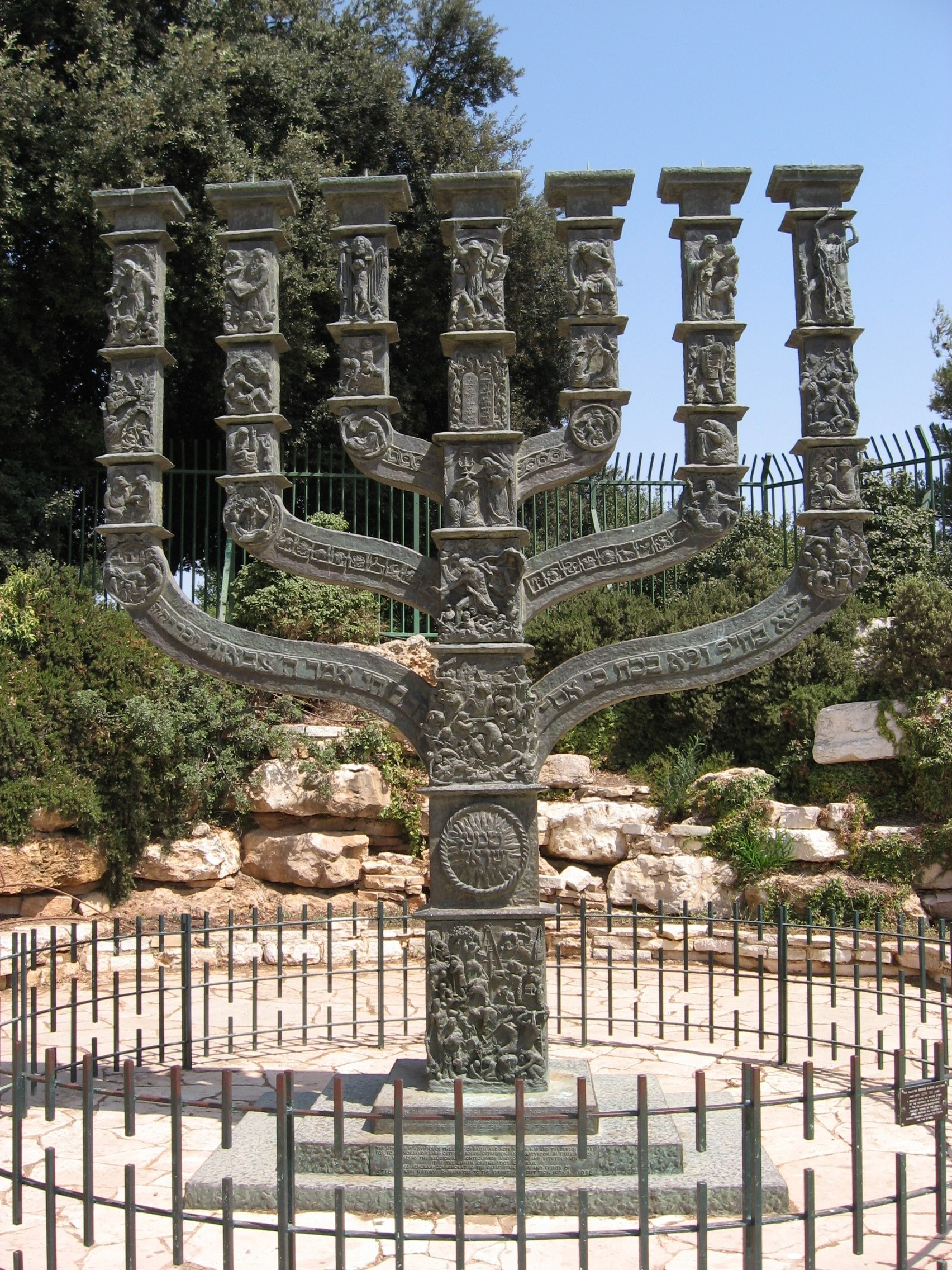
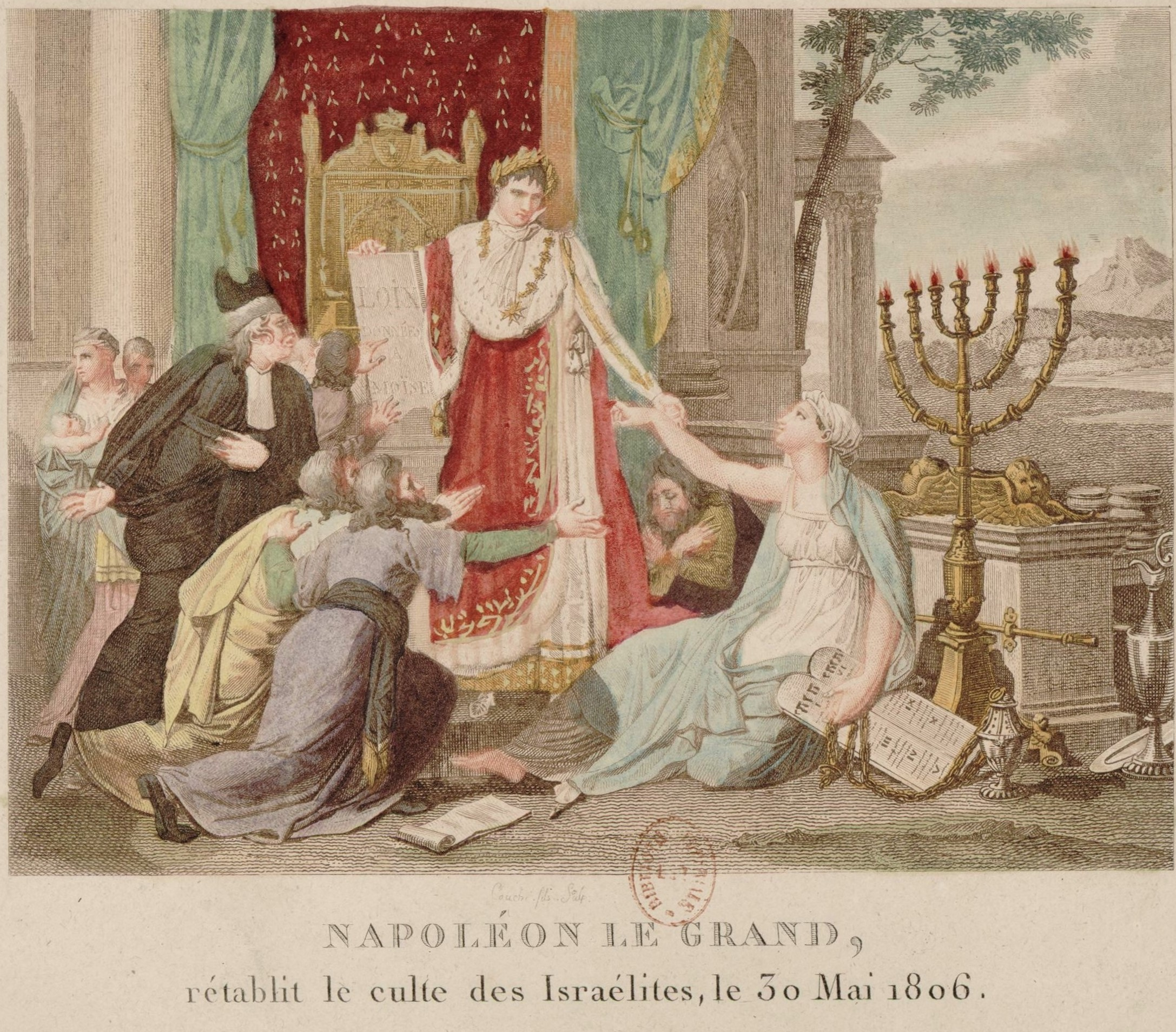
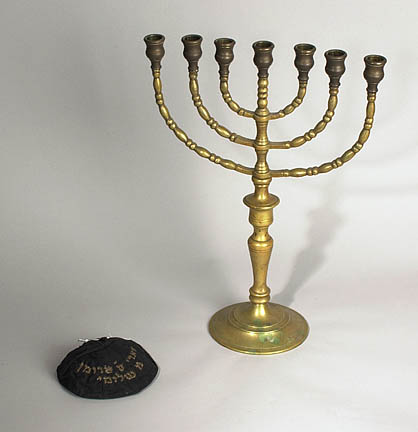
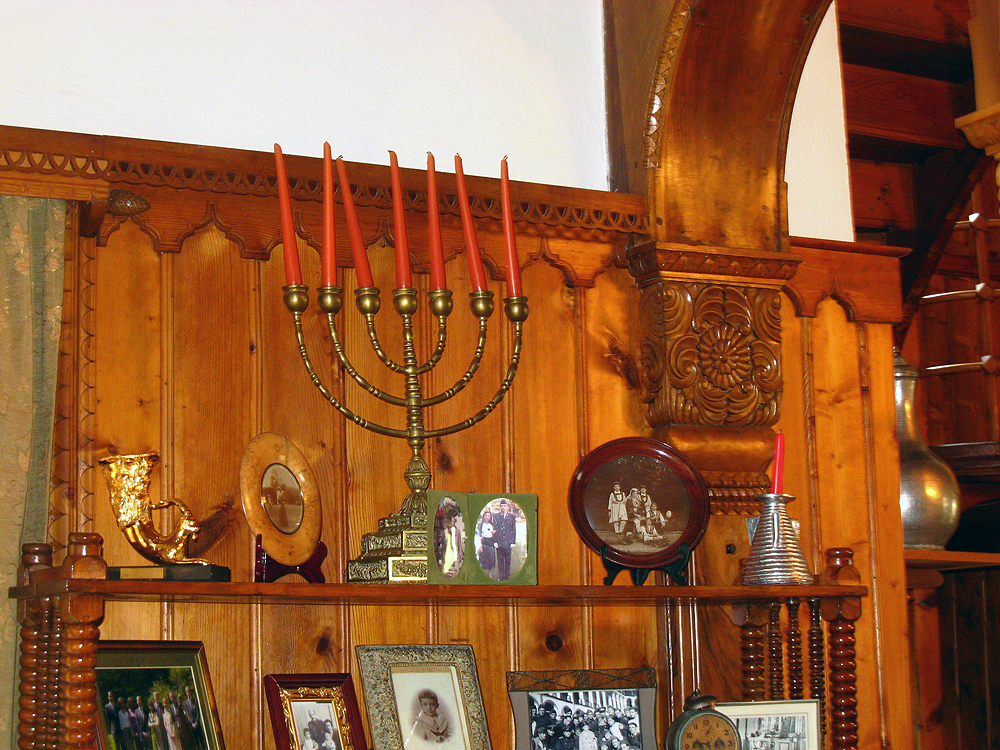
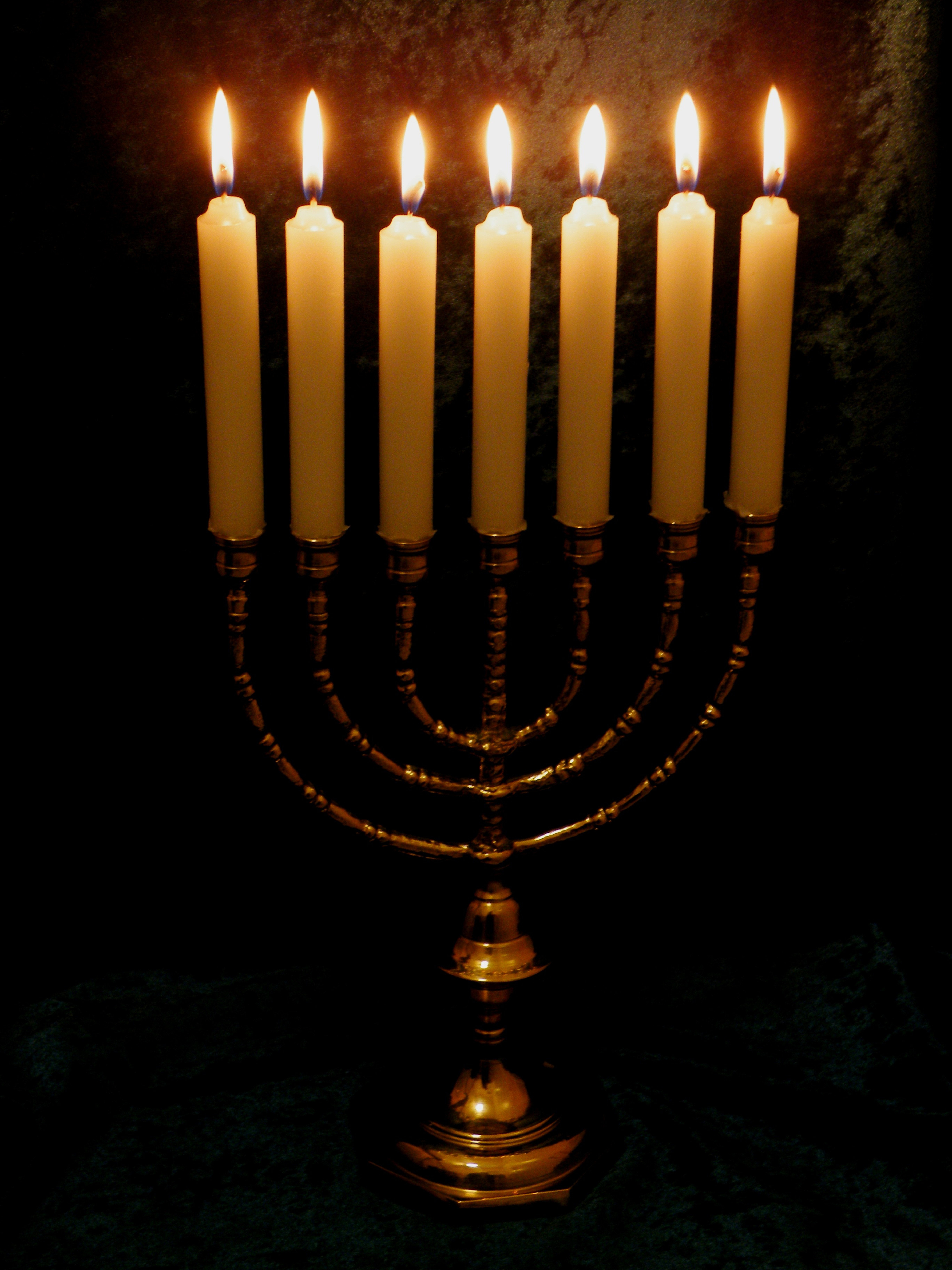